# Battaglia di Chelsea Creek
La battaglia di Chelsea Creek fu il secondo scontro militare della campagna di Boston, durante la guerra d'indipendenza americana. Fu combattuta tra il 27 e il 28 maggio del 1775, a Chelsea Creek (insenatura di Chelsea), nelle saline e nei campi fangosi vicini, e nelle isole della baia di Boston, a nord est della penisola su cui nacque la città.
Le forze coloniali ottennero il loro scopo di rafforzare l'assedio di Boston, rimuovendo il bestiame e il fieno dalle isole da cui si rifornivano i soldati inglesi a difesa della città. La goletta britannica HM Diana venne distrutta e le sue armi prese dai coloniali, nella prima azione di cattura navale della guerra, rafforzando il morale delle forze ribelli.

## Antefatti
Le battaglie di Lexington e Concord del 19 aprile 1775 spinsero migliaia di miliziani da tutto il New England a riunirsi e mettere sotto assedio Boston. Questi uomini rimasero nella regione e il loro numero crebbe, bloccando tutta la penisola su cui giaceva la città. I britannici erano ancora in grado di rifornirsi dalla Nuova Scozia e da Providence, grazie alla superiorità navale inglese. Le forze coloniali potevano fare poco per fermare i rifornimenti soprattutto per l'assenza di una Marina Continentale. Tuttavia, vi era un unico luogo nelle vicinanze di Boston che continuava a rifornire le forze in città, dopo l'inizio della guerra.
I contadini a est della città, lungo la costa e nelle isole della baia di Boston si ritrovarono vulnerabili poiché esposti all'influenza britannica via mare. Se avessero inviato il bestiame ai soldati inglesi, sarebbero stati visti come "lealisti" dai coloniali ma, se si fossero rifiutati di aiutare gli inglesi, questi li avrebbero considerati "ribelli" e si sarebbero preso ciò che volevano con la forza. Il 14 maggio, il Committee of Safety del Massachusetts, guidato da Joseph Warren, emise il seguente comunicato:
(Documento storico di Chelsea, p. 431.)
Alcuni giorni prima della battaglia, Warren e il generale Artemas Ward, comandante delle forze d'assedio, ispezionarono Noddle Island e Hog Island, a nord-est di Boston e a est di Charlestown. Non vi trovarono soldati britannici ma molto bestiame. Il 21 maggio, delle truppe britanniche salparono per Grape Island nella baia esterna, vicino Weymouth, per prendere fieno e bestiame, ma furono respinti dai miliziani locali che poi portarono via le bestie e bruciarono il fieno.
La Marina britannica occupò Boston, seguendo gli ordini del vice-ammiraglio Samuel Graves, mentre i Royal Marines erano sotto il comando del maggiore John Pitcairn. Le forze britanniche, in generale, erano comandate dal governatore e generale Thomas Gage. Graves aveva, oltre a fieno e bestiame, preso possesso di magazzini su Noddle's Island e diversi rifornimenti navali che credeva fossero importanti preservare, sapendo che "era quasi impossibile rimpiazzarli in questa situazione."

## Preludio alla battaglia

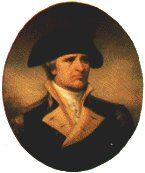
Colonnello John Stark

L'ammiraglio Graves, apparentemente agendo su informazioni di intelligence che affermavano di un possibile attacco miliziano alle isole, posizionò delle navi a guardia di Noddle's Island, con a bordo dei Marines. Le fonti però discordono sulla presenza di soldati inglesi su Noddle's Island per proteggere i rifornimenti navali.
Il reggimento miliziano a Medford era il 1º New Hampshire Regiment, di circa 300 uomini, stanziato vicino al colle Winter Hill, presso Somerville, con il quartier generale proprio a Medford. Ricevute le istruzioni del generale Ward, Stark e il suo reggimento attraversarono il ponte sul fiume Mystic, poco dopo la mezzanotte del 27 maggio. La loro strada li portò molto a nord di Chelsea Creek, attraverso Malden e parte di ciò che oggi è Everett e Revere. Durante il viaggio, miliziani locali si unirono agli uomini di Stark. Hog Island era accessibile con la bassa marea da est, attraverso Belle Isle Creek, e l'attraversamento venne effettuato senza che le navi inglesi avvistassero i miliziani.
Stark cominciò a spostare le truppe su Hog Island circa alle 10:00 e ordinò loro di prelevare il bestiame presente sull'isola mentre lui avrebbe guadato Crooked Creek verso Noddle's Island con trenta uomini. Il piccolo contingente di Stark raggiunse Noddle's Island, si divise in gruppi, uccise il bestiame e incendiò pagliai e fienili.

## La battaglia

### Le isole
Gli inglesi si allarmarono quando videro il fumo degli incendi alzarsi sopra le isole. L'ammiraglio Graves a bordo della nave ammiraglia, l'HMS Preston, vide il fumo alle 14:00 e segnalò ai Marines di guardia di scendere su Noddle's Island, dove si scontrarono con i miliziani. Graves ordinò che la goletta HM Diana, sotto il comando di suo nipote, il tenente Thomas Graves, di salpare verso Chelsea Creek per supportare i Marines e tagliare la via di fuga dei coloniali. Nel frattempo i 400 Marines sbarcarono sull'isola e, in formazione, cominciarono a respingere gli uomini di Stark verso est. I coloniali si ritirarono senza combattere finché non raggiunsero Crooked Creek. Lì, si gettarono in fossati paludosi e cominciarono a sparare sui loro inseguitori da ottime posizioni difensive. Seguì una battaglia campale, nella quale i coloniali, "si rannicchiarono in fossati sul fango" e ingaggiarono battaglia con "un fuoco intenso finché i regolari [inglesi] non si ritirarono."
I Marines ripiegarono dalle loro posizioni verso l'interno di Noddle's Island e gli uomini di Stark lasciarono Crooked Creek per unirsi alle forze rimaste su Hog Island. La Diana e altri vascelli continuarono per nord-est, verso Chelsea Creek. Al tramonto, centinaia di capi di bestiame, pecore e cavalli erano stati portati da Hog Island nell'entroterra. Sempre al calar del Sole, la Diana virò indietro per evitare di essere intrappolata nelle secche dell'insenatura. Tuttavia, il tenente Graves comprese che gli serviva assistenza e lanciò un segnale, dopo essersi incagliato. L'ammiraglio Graves ordinò che delle chiatte mosse dai Marines andassero in soccorso della Diana, assieme allo sloop Britannia e l'HMS Somerset, sotto il comando di un altro nipote di Graves, John.
Le fonti, tuttavia, sono in disaccordo sulle tempistiche del dispiegamento dei vari vascelli. Diverse fonti, come Frothingham e il Documento storico su Chelsea, affermano che la Diana, il Britannia e altre chiatte erano state dispiegate assieme; Nelson e Ketchum affermano, probabilmente grazie a ricerche più recenti, quanto detto poco sopra.

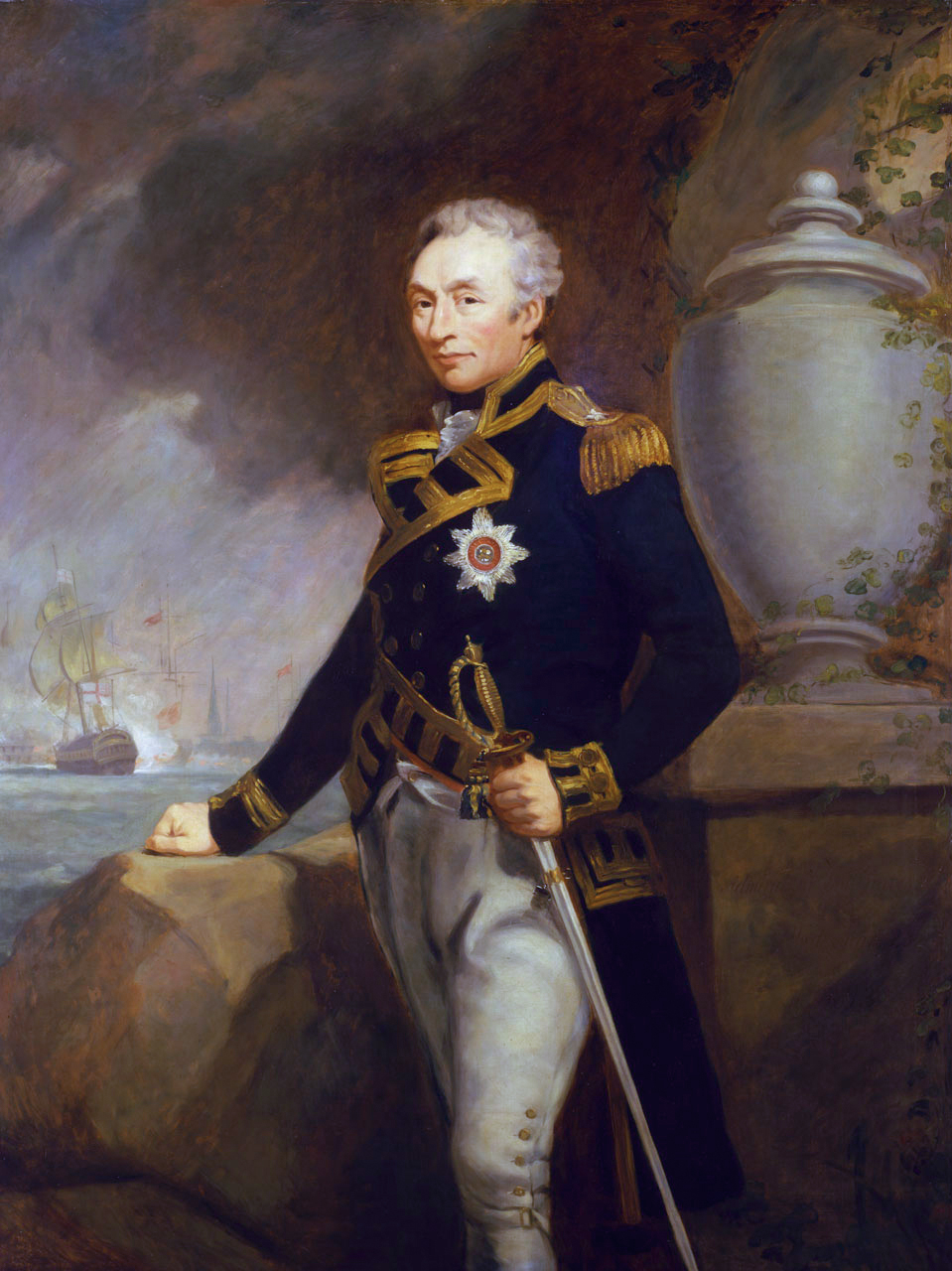
L'ammiraglio Thomas Grave che ad inizio carriera comandò la Diana

### Lungo la costa
Alcuni degli uomini di Stark furono incaricati di condurre il bestiame nell'entroterra. Altri notarono che la Diana aveva problemi e chiesero rinforzi. Il generale Putnam e circa 1 000 uomini, incluso Joseph Warren, si avvicinarono alla goletta, alla bocca del Chelsea Creek, nell'odierna Chelsea, vicino al ponte McArdle che la collega a Boston. Putnam offrì soccorso ai marinai inglesi se si fossero arresa ma questi si rifiutarono e la Diana continuò ad imbarcare acqua. La nave continuava a cannoneggiare la milizia e questa non cessava di sparare sulla goletta, supportati da due cannoni poco lontani dalla riva. Anche il Britannia e altri cannoni che gli inglesi avevano portato su Noodle's Island si unirono ai bombardamenti. Circa alle 22:00, i britannici furono costretti ad abbandonare i soccorsi della Diana a causa del fuoco pesante dei miliziani. La goletta scivolò via e si arenò nuovamente lungo il fiume Mystic, sulla sponda poco lontana da Chelsea. Il tenente Graves abbandonò la nave e trasferì i suoi uomini sul Britannia, che si allontanò in alto mare.
Le forze americane abbordarono la Diana e rimossero rapidamente tutto ciò che aveva valore, inclusi cannoni, attrezzature, vele e monete. Dopodiché, usando il fieno appiccarono il fuoco alla goletta, verso le 03:00, per impedire che tornasse in mani inglesi. I cannoni recuperati furono probabilmente usati durante la battaglia di Bunker Hill.

## Conseguenze
La schermaglia fu probabilmente il primo scontro in cui i coloniali usarono l'artiglieria in tutta la guerra. La milizia non subì perdite, solo un numero ridotto di feriti e il loro morale crebbe di molto dopo aver distrutto la Diana. La vittoria permise poi al Putnam di essere promosso generale dell'Esercito Continentale da parte del Secondo Congresso Continentale.
Il generale Gage fu ridimensionò le perdite nel suo rapporto per Londra: "Due uomini sono stati uccisi e alcuni feriti." Altri, tuttavia, sembrano esagerare nella stima delle vittime. Il Pennsylvania Journal riportò, il 21 giugno 1775, che il Gage stesso registrò cento vittime mentre altre fonti parlano di trecento perdite. Da un'altra fonte: "I regolari si dice abbiano sofferto molto, non di aver avuto meno di cento uomini morti e feriti. Le perdite furono probabilmente esagerate; che, tuttavia, ebbero un effetto positivo sui provinciali. La questione fu qualcosa di non poco trionfo per loro e provarono nell'occasione più coraggio che mai." Gage ordinò che i cannoni fossero montati sul colle Copp's Hill, a Boston, e l'ammiraglio Graves spostò la Somerset, che era rimasta nelle acque basse tra Boston e Charlestown, in acque più profonde a est della città dove sarebbe stata più maneggevole se attaccata da terra. Tardivamente Gage inviò un distaccamento di soldati a rendere sicura Noddle's Island; i coloniali però avevano già portato via o distrutto tutto ciò che aveva valore sull'isola.

## Cambiamenti geografici

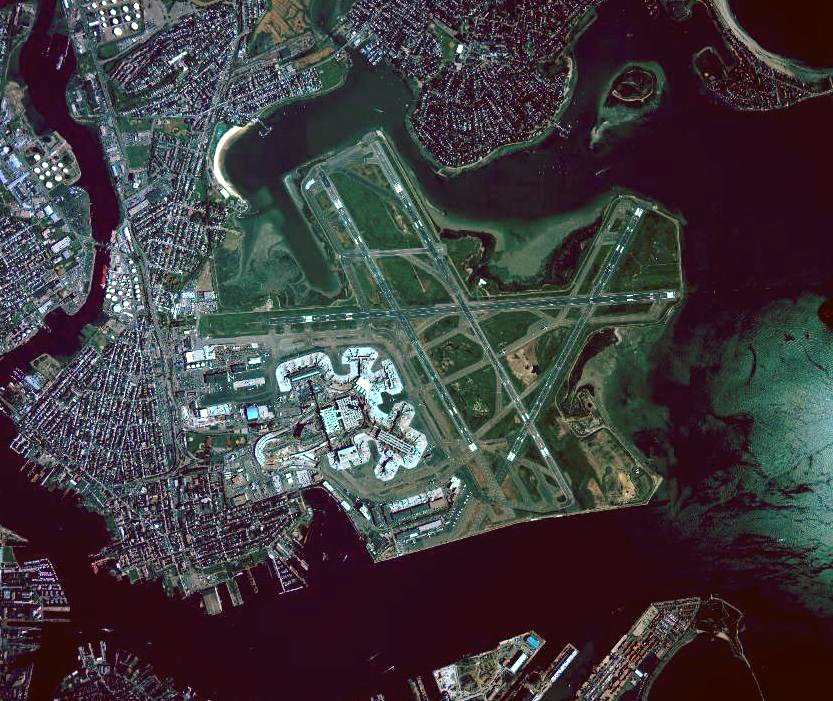
Immagine satellitare dell'area est di Boston. La stretta via fluviale in alto a sinistra è Chelsea Creek.

Negli anni, la geografia di Boston è mutata radicalmente a causa dell'espansione della città, cosicché Hog Island e Noddle's Island non sono più isole. A fine XIX secolo e nei primi anni del XX secolo, il canale che separava Noddle's Island e Hog Island fu ristretto e lo stesso vale per la via d'acqua tra Hog Island e la terraferma. Nell'odierna geografia della città, i quartieri di Orient Heights un tempo erano Hog Island e la vicina Breeds Island mentre il resto di East Boston è ciò che un tempo era Noddle's Island. L'espansione di Chelsea portò a dover dragare e rafforzare Chelsea Creek per poterlo navigare.
Alcuni tentativi furono fatti per localizzare i resti di Diana a Chelsea Creek, il quale è stato molto modificato da allora, ma nessun relitto è stato trovato come essa. Nel 2009, il National Park Service trovò i fondi per una ricerca a guida statale per localizzare il relitto.